# 埃乌杰尼奥·蒙塔莱

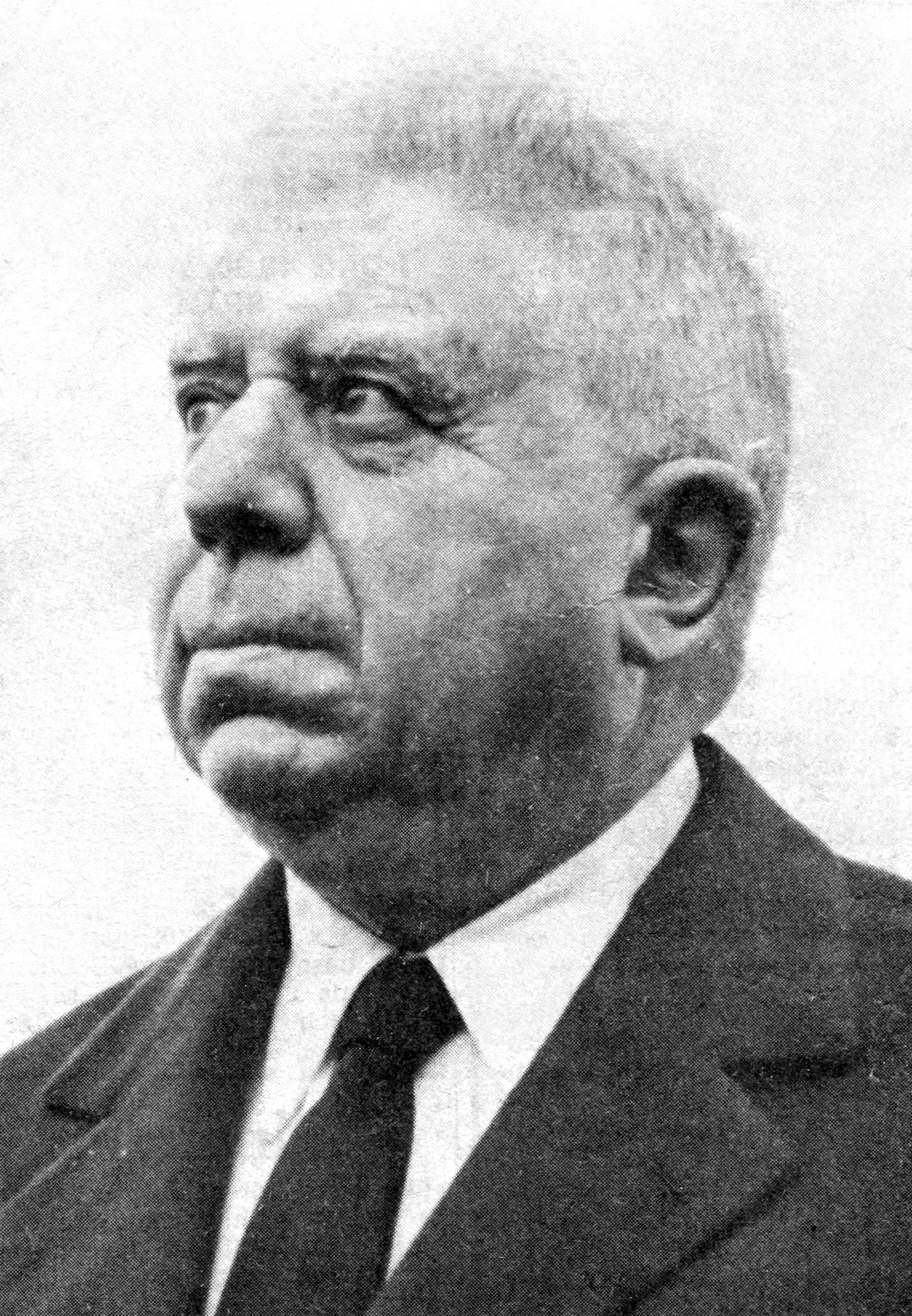
埃乌杰尼奥·蒙塔莱

埃乌杰尼奥·蒙塔莱（1896年10月12日—1981年9月12日），意大利诗人、散文家、翻译家，1975年诺贝尔文学奖得主。

## 榮譽
- 1967年6月，義大利總統授予「終身參議員」的榮譽稱號。
- 1981年9月14日，義大利總統和數千名各國代表在米蘭大教堂，為這位詩人舉行隆重的葬禮。
- 1972年，英國詩人斯蒂芬·斯彭德稱讚蒙塔萊，說他是「義大利活著的最偉大的詩人」。[1]

## 主要作品
- 出版《烏賊骨》、《境遇》、《暴風雨和其它》等詩集，並創作紀念詩〈薩圖拉〉。

### 作品在台灣的出版
- 諾貝爾文學獎全集編譯委員會/編，《伊凡‧強生/馬汀生/蒙大來》，台北市：九華出版：環華發行。
- 呂同六等人/譯，《蒙塔萊詩選》，桂冠圖書公司，1994年。
- 李魁賢/著，《蒙塔萊/洛爾卡》，桂冠圖書公司，2001年。

### 作品在中國的出版
- 呂同六/主編，《義大利經典散文》，上海文藝出版社，2004年。該書收錄蒙塔萊的散文作品。